# إدوارد ويلكينسون
إدوارد ويلكينسون (16 أكتوبر 1853 - 8 فبراير 1881) (بالإنجليزية: Edward Wilkinson)‏ هو لاعب كريكت بريطاني.

## وصلات خارجية
- إدوارد ويلكينسون على موقع إي آس بي آن كريك إنفو (الإنجليزية)